# Kallvatnet
Kallvatnet (samisk: Gaalla-jaevrie) er en sø 564 meter over havet mellem Junkerfjellet og Melkfjellet i den sydøstlige del af Rana kommune i Nordland fylke i Norge. Søen er reguleret som reservoir for Rana kraftverk. Det naturlige afløb fra søen er gennem elven Plura, som har dannet Jordbrugrotta omkring to kilometer nedenfor søen. Etter reguleringen løber der kun lidt vand i elven.